# Jõõpre
Jõõpre je vesnice v estonském kraji Pärnumaa, samosprávně patřící pod statutární město Pärnu.

## Poloha a přírodní podmínky
Vesnice Jõõpre se nachází na severním okraji obce Audru na soutoku řeky Audru a Jõõperského potoka. Její katastr je tvořen z většiny ornou půdou. Na jihu sousedí s katastry vesnic Oara, Ridalepa a Saari, náležejícími rovněž do obce Audru, na severu s rozsáhlou Laisemskou slatí, katastrálně patřící k vesnici Kiisamaa, a s městysem Lavassaare.
Na severním okraji zasahuje do katastru vesnice území zvláštní ochrany soustavy Natura 2000, které obsahuje velkou část Laisemské slatě a některé přilehlé lokality.

## Dějiny
Sídlo zvané Jõõpre je zmiňováno poprvé v roce 1571 v podobě Jeckepere, 1601 jako Jacke Perre a 1624 jako Japerra. V polovině 17. století zde vzniklo panské sídlo Jaeper a vesnici se pro odlišení začalo říkat Mõisaküla.
Vesnice v dnešní podobě vznikla v roce 1977 sloučením okolních vesnic Agasilla, Kase, Kirikuküla a Metsaküla s centrální osadou Mõisaküla.

## Pamětihodnosti
Nejvýznamnější památkou ve vesnici je pravoslavný kostel sv. Jiří, který je též zapsán ve státním rejstříku kulturních památek. Severně od vesnice, na jihozápadním břehu Lavassaarského jezera (dnes ovšem již v katastru vesnice Õepa) se prý dříve nacházel posvátný obětní háj.
Stará budova farní školy z let 1876–1877 se nedochovala. V roce 1935 byla na místě někdejšího panského statku postavena nová školní budova, která je významnou ukázkou estonské meziválečné architektury. V této budově od roku 2001 sídlí jõõperská mateřská škola.

## Současnost
V Jõõpre v současnosti (k roku 2012) funguje základní škola (Jõõpre Põhikool), mateřská škola (Jõõpre Lasteaed), kulturní středisko (Jõõpre Rahvamaja), knihovna (Jõõpre Raamatukogu) a domov důchodců (Jõõpre Vanuritekodu).
Škola nyní sídlí v nové budově z roku 2001 a ve školním roce 2011/2012 měla 123 žáků z vesnic Jõõpre, Lavassaare, Ridalepa a Oara, které vyučovalo 13 učitelů. Mateřská škola nyní sídlí ve staré školní budově a ve školním roce 2011/2012 ji navštěvovalo 36 dětí. 